# Platformfüggetlenség
A platformfüggetlenség vagy többplatformosság, illetve multi-platform fogalma olyan számítógépes programokra, operációs rendszerekre, programozási nyelvekre vagy más számítógépes szoftverekre és implementációikra vonatkozik, amelyek több számítógépes platformon képesek működni. Egy platformfüggetlen alkalmazás például futhat x86-os architektúrájú Microsoft Windowson, Linuxon, Mac OS X-en vagy PowerPC-alapú Mac OS X rendszereken. Egy többplatformos alkalmazás futhat az összes gyakori platformon vagy egyszerűen csak egynél többön.